# Мелхиор I фон Ведел
Мелхиор I фон Ведел (на немски: Melchior I. von Wedel; * пр. 1470; † сл. 1536) е благородник от род фон Ведел в Маркграфство Бранденбург.
Той е син на Ханс V („Олде Ханс“) фон Ведел († сл. 1489) и съпругата му Илза Регелинда фон Борке. Потомък е на съдията Хасо I Веделе († сл. 1149).

## Фамилия
Мелхиор I фон Ведел се жени за Барбара фон дер Остен, дъщеря на рицар Евалд фон дер Остен (1445 – 1533) и фрайин София фон Малтцан-Пенцлин. Те имат три сина:
- Александер фон Ведел († 1609), женен за Маргарета фон Сидов; имат дъщеря
- Магнус фон Ведел (1537 – 1593), съветник, съдия, автор, господар на Ухтенхаген, Фрайенвалде и Мелен, женен I. за Анна фон Ведел (имат син), II. за Анна фон Хорн
- Даниел фон Ведел († 20 Дец 1606), женен на 10 октомври 1566 г. за Маргарета фон Борке; имат син и дъщеря